# Clara Blume

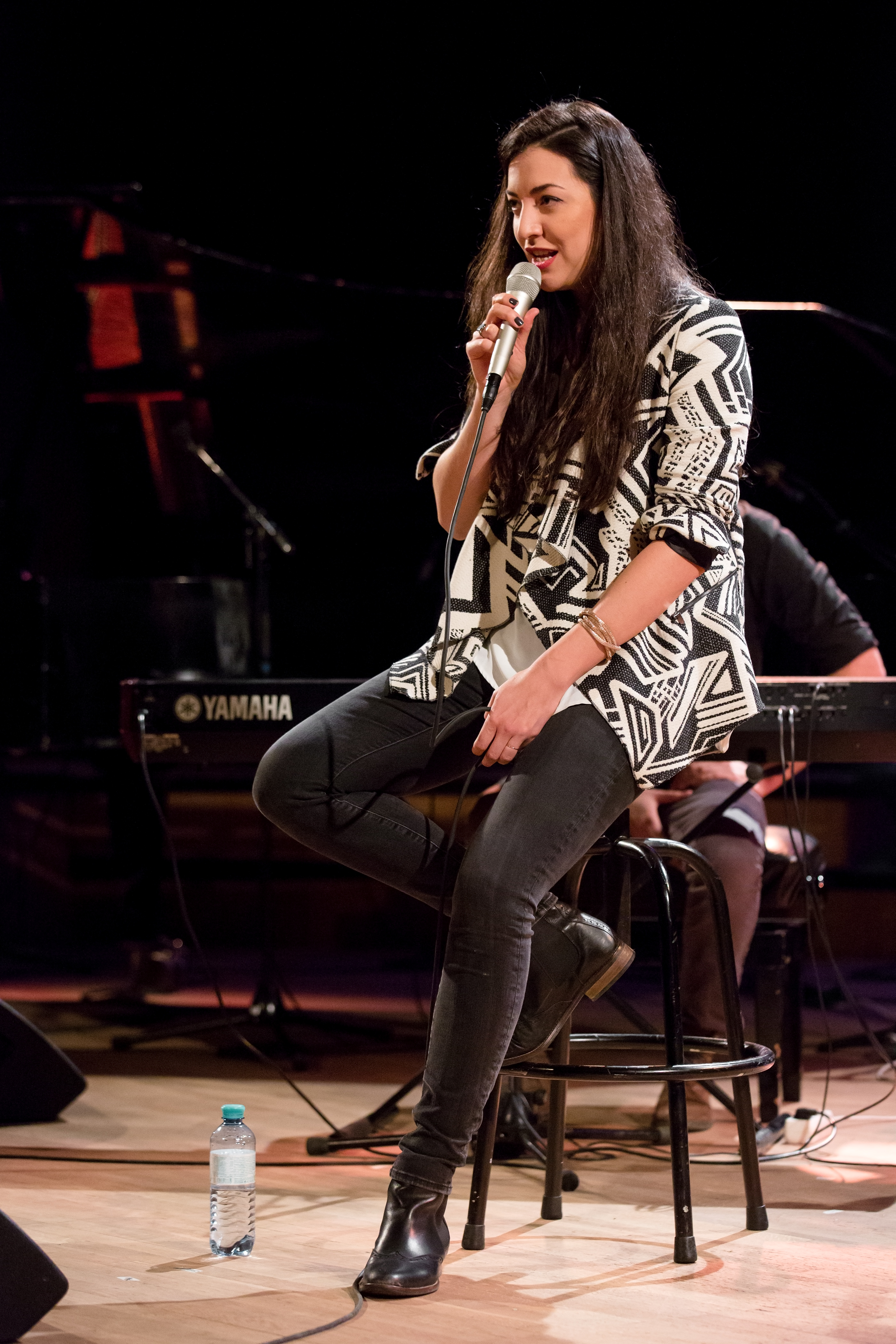
Clara Blume (2015)

Clara Blume (geb. 1984 in Wien) ist eine österreichische Sängerin.

## Leben
Geboren und aufgewachsen in Wien lernte sie ab dem sechsten Lebensjahr Klavier zu spielen. Mit 17 ging sie nach Madrid, die Heimatstadt ihrer Mutter, wo sie während eines fünfjährigen Aufenthalts Jazz-Gesang studierte, bereits mit verschiedenen lokalen Bands auftrat und Mitgründerin der Gruppe The Proud war. Zurück in Wien schuf sie 2011 zusammen mit ihren Brüdern und Freunden The Singer Songwriter Circus, eine Plattform für Musiker, um an wechselnden Orten ihre Musik zu präsentieren, wo unter anderem bereits Lylit, Saedi, Violetta Parisini, Mimu Merz, Eloui, Giantree, Der Nino aus Wien, Mika Vember, James Hersey, DAWA und Sabine Stieger auftraten.

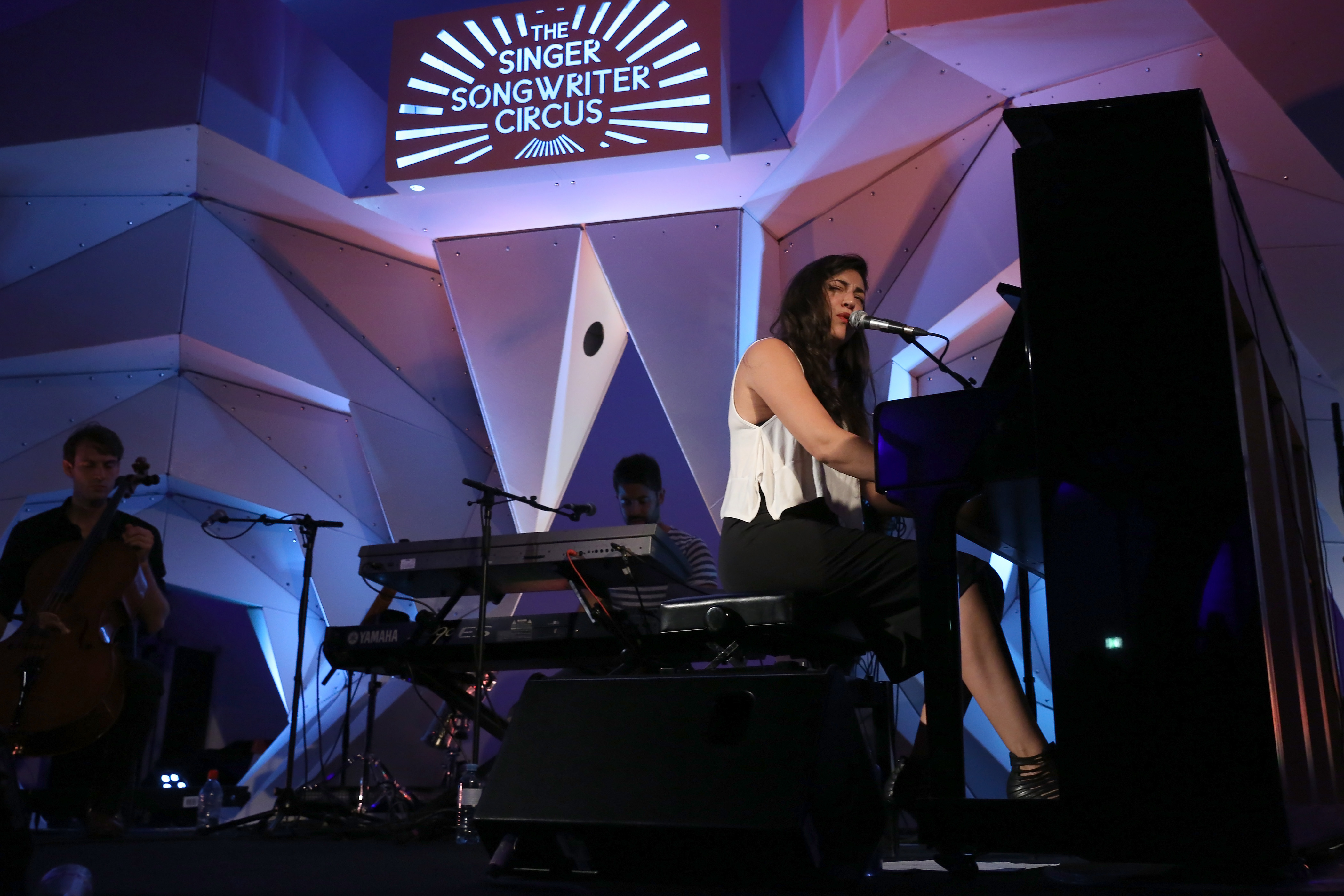
Clara Blume mit The Singer Songwriter Circus am Popfest 2014

Im Februar 2015 nahm sie am nationalen Vorentscheid Eurovision Song Contest – Wer singt für Österreich? teil. Am 12. Mai 2015 präsentierte sie im Wiener WUK ihr Debütalbum Here Comes Everything und erreichte damit Platz 21 der österreichischen Charts.

## Diskografie
Alben
- 2015: Here Comes Everything (Earcandy Recordings/Rough Trade)[5]
- 2022: Soñemos, alma (Timezone Records)

Singles, EPs
- 2015: Love & Starve (Earcandy Recordings)
- 2012: The Proud all smokes and echoes